# Terma (The X-Files)
«Terma» es el noveno episodio de la cuarta temporada de la serie de televisión estadounidense de ciencia ficción The X-Files. Se estrenó en la cadena Fox el 1 de diciembre de 1996. Fue dirigido por Rob Bowman y escrito por Frank Spotnitz y el creador de la serie Chris Carter. «Terma» contó con apariciones especiales de John Neville, Nicholas Lea y Fritz Weaver. El episodio ayudó a explorar la mitología general de la serie. «Terma» obtuvo una calificación Nielsen de 10,3, siendo visto por 17,34 millones de espectadores durante su emisión original.
La agente especial del FBI Dana Scully (Gillian Anderson) y el subdirector Walter Skinner (Mitch Pileggi) asisten a una audiencia en el Senado de los Estados Unidos, mientras que Fox Mulder (David Duchovny) intenta escapar de un gulag ruso. «Terma» es la segunda parte de un episodio de dos partes, que continúa la trama del episodio anterior, «Tunguska».
Varias escenas de «Terma» se inspiraron en las novelas de Aleksandr Solzhenitsyn, mientras que su eslogan (cambiado a «E pur si muove» del habitual «La verdad está ahí fuera») es una referencia a la investigación de Galileo Galilei por parte de la inquisición romana. «Terma» presenta una explosión culminante en el pozo de una refinería de petróleo que requirió que el personal de efectos físicos encendiera una columna de líquidos inflamables de 91 metros.

## Argumento
Mientras está encarcelado en un gulag en Krasnoyarsk, Fox Mulder (David Duchovny) se entera de que Alex Krycek (Nicholas Lea) es un agente doble que trabaja para los capataces rusos y que todos los prisioneros han sido sometidos a una vacuna de aceite negro. En su mazmorra, Mulder recibe un objeto afilado de otro prisionero, que lo había hecho para suicidarse. Cuando sacan a todos los prisioneros y los colocan en fila, Mulder ve a Krycek hablando con uno de los captores y corre hacia ellos, derribándolos. Mulder luego roba un camión y huye con un Krycek inconsciente en la parte trasera; se produce una persecución por parte de sus captores. Mientras Mulder conduce el camión, Krycek se despierta y salta del camión. Mulder, al no poder detener el camión debido a sus frenos defectuosos, saca el camión de la carretera y se estrella. Mulder sale rápidamente del camión y se esconde debajo de las hojas secas, mientras que Krycek es encontrado por un grupo de hombres cuyos brazos izquierdos han sido amputados y le cortan el brazo a la fuerza para evitar su participación en las pruebas de vacunación de aceite negro.
Mientras tanto, Vasily Peskow (Jan Rubeš), un exagente de la KGB, salió de su retiro y viajó a Estados Unidos, donde asesina a Bonita Charne-Sayre, una doctora que está desarrollando una vacuna de aceite negro para el Sindicato. Luego rastrea a los sujetos de prueba de Charne-Sayre y prueba la vacuna rusa en ellos antes de matarlos para cubrir sus huellas.
Mulder es encontrado por un grupo de campesinos rusos (uno de los cuales es dueño del camión que Mulder robó), quienes lo ayudan a regresar a Estados Unidos y se reúne con su compañera Dana Scully (Gillian Anderson). Scully y el subdirector Walter Skinner (Mitch Pileggi) habían sido detenidos por un comité del Senado de los Estados Unidos que buscaba descubrir el paradero de Mulder cuando no pueden revelar su ubicación actual, pero el comité se suspendió a la llegada de Mulder. Los agentes intentan localizar a Peskow, siguiendo un rastro de asesinatos en Boca Ratón, Florida, así como para localizar un camión robado. Sin embargo, el asesino puede burlar a los agentes y destruye la última de las rocas que contienen petróleo vistas en el episodio anterior en la explosión de un pozo de petróleo después de que Mulder no logra quitar la bomba. Regresa a Rusia, donde se revela que Krycek lo había contratado para esta tarea.

## Producción
El título del episodio hace referencia a terma, un conjunto de enseñanzas budistas ocultas al mundo. El creador de la serie, Chris Carter, sintió que estos representaban los secretos guardados por el Sindicato. Los créditos iniciales del episodio vieron el lema habitual de la serie «The truth is out there» (La verdad está ahí fuera) reemplazado por «E pur si muove». La frase en italiano significa «y, sin embargo, se mueve», y se atribuye al astrónomo Galileo Galilei, cuando la Inquisición romana lo obligó a denunciar su creencia en el heliocentrismo. Las escenas del gulag del episodio se inspiraron en los libros de Aleksandr Solzhenitsyn El archipiélago Gulag (1973) y Un día en la vida de Iván Denísovich (1963).
Las tomas de la refinería de petróleo que se ven en el episodio se filmaron en una estación de energía térmica situada en Port Moody, Columbia Británica. La explosión culminante del pozo de petróleo se logró a través de efectos físicos, con el miembro de la tripulación Dave Gauthier construyendo una cabeza de pozo réplica en una cantera de roca en desuso, a través de la cual se canalizó líquido a presiones de 250 libras por pulgada cuadrada (1723,7 kPa) para crear un penacho de 300 pies (91,4 m) de altura. Este cabezal de pozo estaba preparado para rociar agua con color de aceite para las tomas de la columna, que se cambiaba con un control remoto a una corriente de queroseno y propano líquido para las tomas en las que se incendiaba el petróleo.
El actor Nicholas Lea, que interpreta al personaje recurrente Alex Krycek, trabajó con un entrenador vocal de habla rusa para asegurarse de que su diálogo se pronunciara con el acento y el énfasis correctos. Malcolm Stewart, quien interpretó al científico de la NASA Dr. Sacks en el episodio, había aparecido previamente en varios episodios anteriores de la serie, incluidos «Pilot», el episodio de la segunda temporada «3», y el de la tercera temporada «Avatar». Carter ha llamado «Terma», junto con su pieza complementaria «Tunguska», «una pieza de acción de principio a fin».

## Recepción
«Terma» se estrenó en la cadena Fox el 1 de diciembre de 1996. El episodio obtuvo una calificación Nielsen de 10,6 con una participación de 15, lo que significa que aproximadamente el 10,6 por ciento de todos los hogares equipados con televisión y el 15 por ciento de los hogares que miraban televisión sintonizaron el episodio. Un total de 17,34 millones de espectadores vieron este episodio durante su emisión original.
Escribiendo para The A.V. Club, Zack Handlen calificó el episodio con una B−, encontrando que contenía demasiado «vampiros por tiempo», sin suficiente enfoque en ninguno de los hilos de la trama individual. Handlen sintió que el hilo de la trama basado en el asesinato del amigo médico del Hombre de las uñas perfectas debería haber sido el foco del episodio y se burló de la «pomposidad» del diálogo en otras partes del episodio. Basado en una visualización anticipada del guion del episodio, Entertainment Weekly calificó a «Terma» con una A-, elogiando la trama de la «carrera armamentista». Robert Shearman y Lars Pearson, en su libro Wanting to Believe: A Critical Guide to The X-Files, Millennium & The Lone Gunmen, calificaron a «Terma» con una estrella de cinco, comparándolo desfavorablemente con el episodio anterior. Shearman y Pearson describieron el episodio como «horrible», y señalaron que «prácticamente no hay estructura en absoluto». El diálogo del episodio fue descrito como "«espantoso, aburrido y fácil», con sus líneas largas y torpes y discursos «cada vez más complejos y cada vez menos interesantes».